# Чита (футбольный клуб)
«Чита́» — российский футбольный клуб из одноимённого города, в 1974—1977, 1984—2022 годах выступавший в первенствах СССР и России. Основан в 1974 году под названием «Локомотив».

## Прежние названия
- с 1974 по 2005 год: «Локомотив»
- с 2006 года: «Чита»

## История

### Предшественники
- ДКА до 1945
- «Динамо» в 1946—1956
- ОСК в 1957
- СКВО в 1957—1959
- СКА в 1960 и 1967—1973
- «Забайкалец» в 1961—1966

Первые достоверные сведения о возникновении футбольных команд в Чите относятся к 1911—1912 годам. Александр Кнохт, сын предпринимателя, после обучения в Одесском коммерческом университете, познакомил читинскую молодежь с новой игрой и создал команду «Триумф».
Первые официальные соревнования для читинской команды прошли в августе 1925 года в Хабаровске, где состоялось первенство Дальнего Востока. Участниками этого турнира были хозяева поля хабаровчане, а также футболисты Благовещенска, Читы, Харбина. Забайкальцы тогда выиграли у хозяев — 1:0, у харбинцев — 3:0 и в заключительном матче у команды Благовещенска — 2:0. Тем самым, завоевав титул чемпиона Дальнего Востока. В 1937 году Всесоюзным комитетом физкультуры была создана пятая зона первенства СССР. Забайкальская команда «Золото и платина» в первый год смогла занять пятое место. В этом же году «Золото и платина» впервые участвовала в Кубке СССР, в 1/64 финала читинцы были сильнее «Строителя» (Комсомольск-на-Амуре) — 3:2. В следующей стадии забайкальцы уступили команде «Динамо» (Новосибирск) — 0:1. После этого 20 лет читинские команды не участвовали в Кубке.
В 1957 году была создана группа класса «Б» Сибири и Дальнего Востока. Первые годы в этом турнире от Читы играла команда спортивного клуба армии, затем «Забайкалец», но не очень удачно. В 1967 году своё выступление в турнире вновь начал читинский армейский клуб под руководством Владимира Зубаревича. И в этом же году читинцы стали чемпионами зоны, удачно сыграли в полуфинале в Астрахани и в финале в Махачкале. Благодаря результатам сезона СКА вышел во вторую группу класса «А». Но в дальнейшем результаты команды ухудшались. Три года команда играла в классе «А», а затем с 1971 года — во Второй лиге. В 1974 году в отечественном чемпионате от Читы выступал уже «Локомотив».

### 1974—1991
В 1974—1977 годах во второй лиге первенства СССР по футболу выступал читинский «Локомотив», основанный усилиями управления Забайкальской железной дороги. Перед стартом сезона 1978 года железнодорожники за низкие спортивные достижения были исключены из числа участников первенства страны. Последующие 6 лет читинская команда не участвовала в первенстве СССР.
В 1984 году читинский «Локомотив» вернулся в союзное первенство. С каждым годом команда стала выступать всё успешнее, постоянно улучшая свои результаты. В 1990 году «Локомотив» занял 2-е место, а в 1991 году — 1-е место в 10 зоне. Успехи читинцев связаны с именем Александра Ковалёва, который на протяжении многих лет возглавлял команду с 1986 года (в 1984—1985 годах тренер и начальник команды).

### 1991—2006
С 1992 года читинцы стали бессменными участниками розыгрышей Первого дивизиона первенства России. Подобный результат до начала сезона 2001 года имел также саратовский «Сокол», который в 2000 году вышел в высшую лигу чемпионата России. В эти годы в составе команды играл лучший бомбардир Первого дивизиона Наиль Галимов — 127 забитых мячей в первенстве, всего в «Локомотиве» более двухсот мячей, Андрей Недорезов, отыгравший за читинский «Локомотив» 540 матчей, лучший бомбардир Первого дивизиона 2005 года Евгений Алхимов и ряд других футболистов. В 2006 году читинский «Локомотив» был переведен во Второй дивизион.

### 2006—2008
14 февраля 2006 «Локомотиву» и «Алании» отказали в профессиональных лицензиях и исключили из Первого дивизиона из-за недочётов в документации. 22 февраля ПФЛ решила включить в состав участников первенства России в первом дивизионе (вместо «Алании» и «Локомотива») «Ладу» (Тольятти) и пятигорский «Машук-КМВ», клубы Второго дивизиона. Российский футбольный союз не подтвердил исключение и 28 февраля решил оставить «Аланию» и «Локомотив» в Первом дивизионе, давая им шанс выполнить требования лиги. 6 марта ПФЛ решила расширить Первый дивизион с 22 до 24 клубов, включая «Аланию», «Локомотив», «Ладу» и «Машук-КМВ».
20 марта Российский футбольный союз наконец решил исключить «Аланию» и «Локомотив» из Первого дивизиона. Это решение было объявлено Профессиональной футбольной лигой 21 марта, за пять дней до начала игр Первого дивизиона.
«Локомотив» Чита подвергся перестройке и был переименован в ФК «Чита». 4 апреля он был допущен во Второй дивизион (зона «Восток»). Перед командой была поставлена задача вернуться в Первый дивизион. В сезоне 2006 года забайкальцы заняли 8-е место из 13-ти команд в зоне «Восток». В 2007 году «Чита» стала третьей. В 2008 году клуб выиграл первенство Второго дивизиона в зоне «Восток» и вернулся в Первый дивизион.

### 2016—2022
Футбольный сезон для команды открылся матчем 1/64 финала на Кубок России, где «Чита» принимала «Зенит» из Иркутска. Игра завершилась с разгромным счётом 5:2 в пользу хозяев. В первенстве ПФЛ клуб стартовал с поражения от «Сахалина» в гостях со счётом 0:2. В трёх последующих турах команда одержала три победы подряд. 22 сентября «Чита» в 1/16 финала Кубка России принимала на домашнем стадионе команду Премьер-Лиги — «Рубин» и минимально уступила 0:1. В 20-м туре «Чита» досрочно гарантировала себе участие в ФНЛ сезона 2017/18, победив в гостях «Динамо-Барнаул» со счётом 3:1. Набрав 40 очков, команда за 3 тура до конца стала недосягаемой для соперников в турнирной таблице. В первенстве ФНЛ ФК «Чита» должен был играть впервые за 8 лет, однако спустя некоторое время клуб решил отказаться от участия по причине финансовых проблем.
6 июля 2022 года в социальных сетях команды было сообщено, что в сезоне 2022/23 клуб не будет выступать на профессиональном уровне ввиду отсутствия необходимого объёма финансирования, решив сосредоточить ресурсы на развитии детского и юношеского футбола.

## Символика и форма

### Клубные цвета
| Красный | Чёрный | Зелёный |

### Клубная форма
- Домашняя: — красные футболки, черные шорты, красные гетры.
- Гостевая: — белые футболки, белые шорты, белые гетры.

### Эмблема клуба

История символики ФК «Чита»
1984—2005
2006—2016

## Стадион
Стадион «Локомотив», матч открытия — 2-го августа 1975 года «Локомотив» — «Целинник» (Целиноград) 2:1. Размер поля — 106х70, вместимость — 10 200 зрителей. Адрес: Чита, проспект Генерала Белика, 33.

## Результаты выступлений

### СССР: первенство, Кубок
| Сезон | Дивизион                    | Место    | И  | В  | Н  | П  | М     | О  | Кубок | Примечания                           |
| ----- | --------------------------- | -------- | -- | -- | -- | -- | ----- | -- | ----- | ------------------------------------ |
| 1974  | Вторая лига, 5 зона         | 15 из 18 | 34 | 7  | 11 | 16 | 20—39 | 25 | —     |                                      |
| 1975  | Вторая лига, 5 зона         | 17 из 18 | 34 | 9  | 8  | 17 | 21—41 | 26 | —     |                                      |
| 1976  | Вторая лига, 5 зона         | 16 из 18 | 34 | 5  | 12 | 17 | 20—55 | 22 | —     |                                      |
| 1977  | Вторая лига, 6 зона         | 19 из 20 | 38 | 5  | 16 | 17 | 35—70 | 26 | —     | Вылетел из Второй лиги               |
|       |                             |          |    |    |    |    |       |    |       | 1978—1983 гг. не участвовала         |
| 1984  | Вторая лига, 4 зона         | 13 из 14 | 26 | 2  | 4  | 20 | 15—75 | 8  | —     | Вышел во Вторую лигу                 |
| 1985  | Вторая лига, 4 зона         | 11 из 14 | 26 | 7  | 7  | 12 | 19—36 | 21 | —     |                                      |
| 1986  | Вторая лига, 4 зона         | 9 из 14  | 26 | 6  | 10 | 10 | 16—29 | 22 | —     |                                      |
| 1987  | Вторая лига, 4 зона         | 8 из 15  | 28 | 10 | 7  | 11 | 30—36 | 27 | —     |                                      |
| 1988  | Вторая лига, 4 зона         | из 16    | 30 | 17 | 4  | 9  | 46—31 | 38 | —     |                                      |
| 1989  | Вторая лига, 4 зона         | 7 из 19  | 36 | 16 | 10 | 10 | 56—37 | 42 | —     |                                      |
| 1990  | Вторая низшая лига, 10 зона | из 15    | 28 | 18 | 4  | 6  | 61—27 | 40 | —     |                                      |
| 1991  | Вторая низшая лига, 10 зона | 1 из 18  | 34 | 21 | 10 | 3  | 46—12 | 52 | 1/32  | Вышел в Первую лигу России, «Восток» |

### Россия: первенство, Кубок
| Сезон   | Дивизион                        | Место    | И  | В  | Н  | П  | М     | О      | Кубок | Примечания                                    |
| ------- | ------------------------------- | -------- | -- | -- | -- | -- | ----- | ------ | ----- | --------------------------------------------- |
| 1992    | Первая лига, «Восток»           | из 16    | 30 | 17 | 5  | 8  | 46-27 | 39     | —     | Разыгрывался Кубок СССР                       |
| 1993    | Первая лига, «Восток»           | 4 из 16  | 30 | 15 | 8  | 7  | 39-33 | 38     | 1/128 |                                               |
| 1994    | Первая лига                     | 9 из 22  | 42 | 17 | 10 | 15 | 59-56 | 44     | 1/128 |                                               |
| 1995    | Первая лига                     | 8 из 22  | 42 | 20 | 5  | 17 | 66-67 | 65     | 1/128 |                                               |
| 1996    | Первая лига                     | 17 из 22 | 42 | 13 | 12 | 17 | 50-56 | 51     | 1/32  |                                               |
| 1997    | Первая лига                     | 8 из 22  | 42 | 21 | 2  | 19 | 62-63 | 65     | 1/8   |                                               |
| 1998    | Первый дивизион                 | 11 из 22 | 42 | 17 | 8  | 17 | 60-50 | 59     | 1/16  |                                               |
| 1999    | Первый дивизион                 | 10 из 22 | 42 | 19 | 5  | 18 | 48-50 | 62     | 1/128 |                                               |
| 2000    | Первый дивизион                 | 8 из 20  | 38 | 16 | 5  | 17 | 50-51 | 53     | 1/16  |                                               |
| 2001    | Первый дивизион                 | 15 из 18 | 34 | 12 | 4  | 18 | 38-50 | 40     | 1/32  |                                               |
| 2002    | Первый дивизион                 | 9 из 18  | 34 | 12 | 9  | 13 | 38-46 | 45     | 1/32  |                                               |
| 2003    | Первый дивизион                 | 11 из 22 | 42 | 19 | 0  | 23 | 55-66 | 57     | 1/32  |                                               |
| 2004    | Первый дивизион                 | 10 из 22 | 42 | 17 | 8  | 17 | 47-48 | 59     | 1/16  |                                               |
| 2005    | Первый дивизион                 | 15 из 22 | 42 | 14 | 8  | 20 | 57-67 | 50     | 1/16  | Вывод из Первого дивизиона (лишение лицензии) |
| 2006    | Второй дивизион, «Восток»       | 8 из 13  | 36 | 16 | 9  | 11 | 66-38 | 57     | 1/8   |                                               |
| 2007    | Второй дивизион, «Восток»       | из 11    | 30 | 16 | 8  | 6  | 47-20 | 56     | 1/16  |                                               |
| 2008    | Второй дивизион, «Восток»       | 1 из 10  | 27 | 17 | 9  | 1  | 51-20 | 60     | 1/256 | Выход в Первый дивизион                       |
| 2008    | Кубок ПФЛ                       | 4 из 5   | 4  | 1  | 0  | 3  | 5-9   | 3      |       |                                               |
| 2009    | Первый дивизион                 | 17 из 20 | 38 | 10 | 5  | 23 | 27-65 | 35     | 1/128 | Вылет из Первого дивизиона                    |
| 2010    | Второй дивизион, «Восток»       | из 11    | 30 | 15 | 8  | 7  | 43-27 | 53     | 1/32  |                                               |
| 2011/12 | Второй дивизион, «Восток»       | из 13    | 36 | 17 | 8  | 11 | 49-33 | 59     | 1/256 |                                               |
| 2012/13 | Второй дивизион, «Восток»       | из 11    | 30 | 16 | 11 | 3  | 42-22 | 59     | 1/128 |                                               |
| 2013/14 | Первенство ПФЛ, «Восток»        | из 9     | 24 | 12 | 6  | 6  | 31-20 | 42     | 1/256 |                                               |
| 2014/15 | Первенство ПФЛ, «Восток»        | 5 из 9   | 24 | 10 | 6  | 8  | 27-30 | 36     | 1/64  |                                               |
| 2015/16 | Первенство ПФЛ, «Восток»        | из 9     | 24 | 9  | 7  | 8  | 30-25 | 34     | 1/64  |                                               |
| 2016/17 | Первенство ПФЛ, «Восток»        | 1 из 6   | 20 | 15 | 1  | 4  | 36-14 | 46     | 1/16  | Отказ от выхода в ФНЛ                         |
| 2017/18 | Первенство ПФЛ, «Восток»        | 4 из 6   | 20 | 6  | 9  | 5  | 20-16 | 27     | 1/32  |                                               |
| 2018/19 | Первенство ПФЛ, «Восток»        | 5 из 6   | 20 | 3  | 5  | 12 | 19-34 | 14     | 1/64  |                                               |
| 2019/20 | Первенство ПФЛ, «Восток»        | 4 из 6   | 12 | 4  | 3  | 5  | 13-12 | 15     | 1/64  |                                               |
| 2020/21 | Первенство ПФЛ, «Группа 2»      | 14 из 16 | 30 | 7  | 4  | 19 | 22-66 | 25     | 1/128 |                                               |
| 2021/22 | Второй дивизион ФНЛ, «Группа 2» | 20 из 21 | 28 | 5  | 8  | 15 | 28-43 | 13+18* | 1/256 | * Первенство проходило в два этапа            |
| 1.      |                                 |          |    |    |    |    |       |        |       |                                               |

### Крупнейшие победы и поражения
Победы:
- «Локомотив» (Чита) — «Спартак-Чукотка» (Москва) — 7:0 (29.07.2000 года), в чемпионате России (Первый дивизион)

Поражения:
- «Локомотив» (Красноярск) — «Забайкалец» (Чита) — 10:0 (12.07.1961 года), в чемпионате СССР (Класс «Б»)

## Рекордсмены клуба
- Наибольшее количество матчей за клуб: Александр Бодялов — 617.
- Наибольшее количество голов за клуб: Наиль Галимов — 215 (из них 127 в первом дивизионе — рекорд турнира).

## Достижения

### В СССР
В первенствах СССР:
- 2 место в 4 зоне Второй лиги: 1988
- 2 место в 10 зоне Второй лиги: 1990
- 1 место в 10 зоне Второй лиги: 1991

В Кубках СССР:
- 1/32 финала Кубка СССР: 1989/90

### В России
В первенствах России:
- 3 место в зоне «Восток» Первой лиги: 1992
- Победитель зоны «Восток» Второго дивизиона: 2008, 2016/17
- 2 место в зоне «Восток» второго дивизиона: 2012/13

В Кубках России:
- 1/8 финала Кубка России: 1996/97, 2005/06[14]

## Главные тренеры
- Юрий Студенецкий (1974—1975)
- Геннадий Неделькин (1976)
- Евгений Сергеев (1977)
- Анатолий Кудинов (1984)
- Геннадий Неделькин (1985)
- / Александр Ковалёв (1986—2003)
- Сергей Муратов (2004—2006)
- Наиль Галимов (2006)
- Сергей Осипов (2007—2008)
- Олег Кокарев (2009)
- Андрей Недорезов (2009—2013)
- Илья Макиенко (2013—2016)
- Константин Дзуцев (2016—2018)
- Илья Макиенко (2018—2019)
- Максим Швецов (2019—2022)
- Евгений Галкин (2022)